# Le Temps qu'il reste
Ne doit pas être confondu avec Le Temps qui reste.
Pour plus de détails, voir Fiche technique et Distribution.
Le Temps qu'il reste (الزمن الباقي, ʾalzmn ʾalbʾqy) est un film franco-israélo-palestinien d'Elia Suleiman sorti en 2009. Le film fut présenté en mai 2009 en sélection officielle au Festival de Cannes 2009.

## Synopsis
C'est le carnet de route d'une famille palestinienne vivant à Nazareth de 1948 à nos jours. Le récit couvre quatre périodes :
- La première partie se déroule pendant la guerre de Palestine de 1948. Le grand-père d'Elia Suleiman, maire de Nazareth, signe la capitulation de la ville, dont les termes très durs sont imposés par la Haganah. Le père d'Elia Suleiman (Fouad) est un combattant résistant, donné par un de ses compatriotes et laissé pour mort par les troupes israéliennes.
- La seconde partie, située en 1970 (la télévision passe des images de la mort de Gamal Abdel Nasser), met en scène l'auteur enfant dans son voisinage et dans sa famille, dont son père à la santé précaire.
- La troisième partie, située en 1980, met en scène l'auteur adolescent, toujours dans son voisinage et dans sa famille, dont sa tante qui perd la mémoire et son père à la veille de sa mort.
- Dans la dernière partie, contemporaine, le cinéaste (qui y joue son propre rôle) veille sa mère vivant ses derniers jours.

Tout au long, la présence israélienne est lourdement sentie, sous forme de patrouilles militaires, d'unités d'intervention contre des manifestants, ou tout simplement dans les chansons que les écoles arabes font apprendre à leurs élèves, jusqu'à l'une des scènes finales qui montre le cinéaste sautant le mur de sécurité érigé par Israël en territoire palestinien. 
Les trois dernières périodes du film sont essentiellement autobiographiques et la première a été bâtie d'après les carnets du père du cinéaste.

## Fiche technique
- Titre français : Le Temps qu'il reste
- Titre original : الزمن الباقي, ʾalzmn ʾalbʾqy
- Réalisation : Elia Suleiman
- Scénario : Elia Suleiman
- Directeur de la photographie : Marc-André Batigne
- Montage : Véronique Lange
- Décors : Maha Assal et Samir Hawa
- Costumes : Judy Shrewsbury
- Producteurs : Michael Gentile et Elia Suleiman
- Langue : hébreu, arabe, anglais
- Durée : 109 minutes
- Format : couleur
- Genre : drame, historique
- Distributeurs : Le Pacte (France), Cinéart (Belgique - Pays-Bas)
- Date de sortie : France : 12 août 2009

## Distribution
- Ali Suliman : le petit copain d'Eliza
- Saleh Bakri : Fuad Suleiman
- Elia Suleiman : Elia Suleiman
- Samar Tanus : la mère
- Menashe Noy : le chauffeur de taxi
- Nati Ravitz : le commandant
- Lotuf Neusser : Abu Elias
- Avi Kleinberger : l'officier
- Amer Hlehel : Anis
- Ziad Bakri : Jamal
- Doraid Liddawi : Officier de Tsahal à Ramallah